# Piretro
Il piretro è un insetticida naturale che si ricava dai fiori di una pianta della famiglia delle Asteraceae, il Tanacetum cinerariifolium (o Chrysanthemum cinerariifolium).

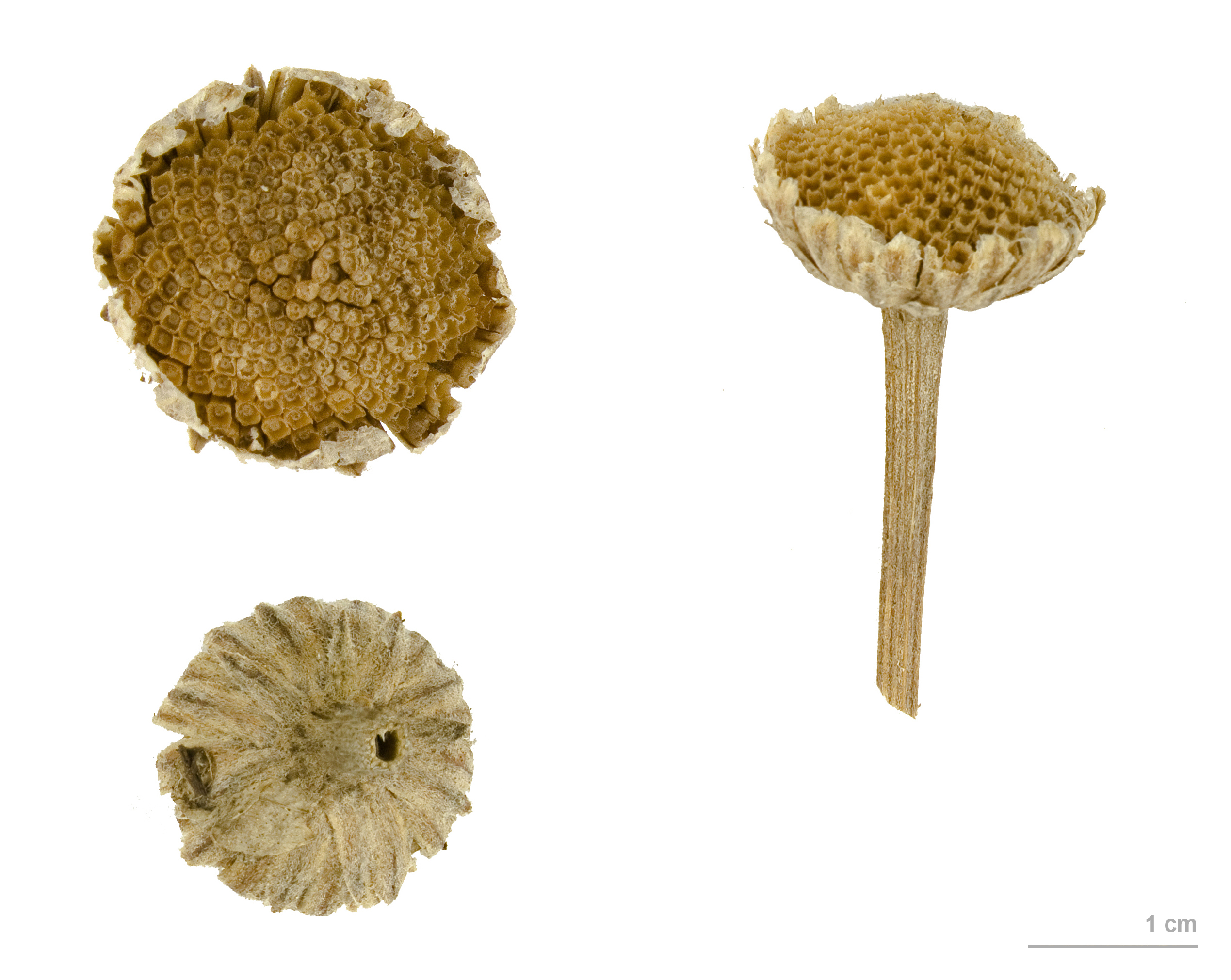
Tanacetum cinerariifolium

## Utilizzo
Circa a metà del XIX secolo, tale proprietà fu casualmente scoperta in Dalmazia e già nel 1860 iniziò la coltivazione su larga scala e la commercializzazione che, fino alla fine del secolo, interessò essenzialmente le regioni della ex-Jugoslavia.
Il primo produttore mondiale di piretro è il Kenya. Per la sua bassa tossicità è uno dei pochi insetticidi ammessi in agricoltura biologica.